# Hernando Valencia Goelkel
Hernando Valencia Goelkel (Bucaramanga, Santander, Colombia, 1928-Bogotá, Colombia, 26 de abril de 2004) fue un crítico y ensayista colombiano. Fundador de la revista Mito junto a Jorge Gaitán Durán y miembro del Consejo de Redacción del Boletín Cultural, del Banco de la República. Se destacó por su obra crítica en diversos campos tales como la literatura y el cine, además compartió sus trabajos que trataron diversos aspectos de la cultura colombiana, lo cual le permitió ser un vigilante del idioma usado en el Boletín, con el fin de no permitir que este cayera en la retórica, desmesura y vaguedad. Durante toda su vida forjó una trayectoria intelectual dedicada a la lectura y al estudio como editor de las revistas Mito, Eco, Cinemateca, Cromos, Cine y Lecturas Dominicales de El Tiempo.

## Biografía
Hernando Valencia Goelkel nació en la ciudad de Bucaramanga, Colombia en 1928 y murió el 26 de abril de 2004 en Bogotá, Colombia. Estudió filosofía y letras junto a Rafael Gutiérrez Girardot y Eduardo Cote Lamus, los tres becados por el Instituto de Cultura Hispánica en España, donde se interesó por la literatura española y latinoamericana, que le inspiró a  desarrollar nuevas pasiones por otros autores como Camus, Sartre, Pavese, Hemingway, Eliot y Henry James, por lo que tuvo que aprender francés, italiano e inglés.